# Together at Home
Together at Home (noto anche come One World: Together at Home) è una serie di concerti collettivi virtuali organizzati dalla Global Citizen a sostegno dell'Organizzazione mondiale della sanità, con lo scopo di promuovere la pratica del distanziamento sociale durante la pandemia di coronavirus 2019-2020 e per raccogliere fondi.
L'evento è stato trasmesso 18 aprile 2020 in diretta sulle principali piattaforme di social media come YouTube e Facebook e sui principali canali televisivi nazionali del mondo. In Italia è stato trasmesso su Rai 1, Rai Radio 2, Music Television, VH1, Comedy Central, MTV Music e National Geographic.
L'evento è stato anticipato da un pre-show di sei ore che è stato trasmesso in streaming online immediatamente prima della trasmissione televisiva. La parte online dell'evento è stata presentata su YouTube dall'attrice Jameela Jamil (nella prima ora), dall'attore Matthew McConaughey (nella seconda ora), dall'attrice Danai Gurira (nella terza ora), dalla cantante Becky G (nella quarta ora), da Laverne Cox (nella quinta ora) e l'attore Don Cheadle (nella sesta ora).
L'evento televisivo è stato curato in collaborazione tra la Global Citizen e Lady Gaga, con Jimmy Fallon, Jimmy Kimmel e Stephen Colbert che hanno presentato lo spettacolo.
In Italia, l'evento è stato presentato da Fabio Canino e Ema Stokholma su Rai 1, in diretta dal Teatro delle Vittorie in Roma.